# Manoir de Qvidja
Le manoir de Kuitia ou manoir de Qvidja est un manoir construit en pierre vers 1480 dans l'île Lemlahdensaari à Pargas en Finlande.

## Présentation
L'un des premiers propriétaires est l'évêque de Turku Magnus II Tavast. 
En 1439, il fait don du manoir à son frère Jöns Olofinpoja et à sa femme Marta Klauntyttär, qui était la fille de Klaus Lydekenpoika Djäkni, le commandant du château de Turku. 
Joachim Fleming, le fils de la fille de Marta Klauntyttär, hérita du manoir de Kuitia en 1477.
Plus tard, le domaine sera habité, entre autres, par Erik Joakimsson Fleming et Clas Eriksson Fleming.
Le château est l'un des rares châteaux médiévaux privés de Finlande.
L'édifice actuel en pierre est le vestige d'une tour de défense de la fin du XVe siècle dont les étages supérieurs ont été supprimés par la suite. 
Le château aurait été assiégé par Charles IX  lors de sa conquête de la Finlande et saisi par lui, mais a été donné en 1608 à Ebba Stenbock la veuve de Clas Eriksson Fleming.
Le manoir est classé parmi les sites culturels construits d'intérêt national en Finlande par la Direction des musées de Finlande.